# 布魯諾·費南德斯·德·索薩
布魯諾·費南德斯·德·索薩 （1984年12月23日—），簡稱布魯諾，是前巴西籍足球守門員。由於涉嫌謀殺前女友，他的合同在2010年被法林明高終止，2012年12月約滿。2013年3月8日他被判罪名成立，入獄22年3個月。

## 職業生涯

### 米內羅競技
布魯諾是在米內羅競技展開他的職業球員生涯的。

### 哥林多人
2006年布魯諾被投資基金傳媒體育投資簽下，隨下他與哥林多人簽約加盟，但得不到上陣機會，於是被外借至法林明高。

### 法林明高
由於法林明高正選門將受傷，布魯諾於是獲得出場機會。首次出場對國際體育會並有不俗的表現，成為球隊餘下賽事的正選門將。2007年他的出色表現使他成為球迷最愛，在里約熱內盧州冠軍決賽對保地花高中救出三個點球，使球隊獲得冠軍。隨後傳出他會轉投歐洲球會，包括巴塞隆拿等均對他有意。
2008年法林明高以大約300萬歐元價格買斷布魯諾。同年4月23日他在南美解放者盃中打進首個職業生涯進球，他主射自由球直入對手網內，助球隊2-0擊敗保洛尼斯。10月23日在打進第二個進球，首個聯賽進球，在聯賽對科里蒂巴主射點球。2009年2月對Mesquita中主射自由球，使他取得職業生涯第三個進球。
法比奥·卢西亚诺退役後，在2009年5月他成為球隊隊長。7月12日對聖保羅的比賽，是他第100次代表球會出場，比賽結果為2-2。2010年5月26日對富明尼斯賽事中，他取得生涯第四個進球。
2010年7月，布魯諾因涉嫌謀殺前女友，法林明高宣佈暫停他的合同，而球會律師不會替他辨護。2010年9月，據報他曾在獄中等中審訊時試圖兩次自殺。

## 被捕
2010年6月9日，布魯諾的前女友艾莉莎．薩摩迪歐失蹤。7月巴西法院認為他與案件有關，下令將其逮捕。。布魯諾的一名表兄告訴警方他與另一名朋友參與此綁架案，他亦指出薩摩迪歐已經遇害，但過程不詳，亦不知遺體在哪。
7月末，他正式被指控犯下謀殺、綁架、非法處理遺體、買兇殺人（共犯）及教唆未成年人犯案等罪名。根據警方資料，布魯諾的表兄稱已肢解薩摩迪歐的遺體並拿去餵狗，部份遺體則埋在混凝土下。案件涉及職業運動員的不當行為以及對女性的犯罪，在巴西引起廣泛討論。

## 榮譽

### 球會
- 法林明高
  - 瓜纳巴拉盃：2007, 2008
  - 里約熱內盧盃：2009
  - 里約熱內盧州聯賽：2007, 2008, 2009
  - 巴西甲組足球聯賽：2009